# Bages
Bages é uma comarca da Catalunha. Abarca uma superfície de 1 295 quilômetros quadrados e tem 173 236 habitantes.

## Subdivisões
A comarca de Bages subdivide-se nos seguintes municípios:
- Aguilar de Segarra
- Artés
- Avinyó
- Balsareny
- Callús
- Cardona
- Castellbell i el Vilar
- Castellfollit del Boix
- Castellgalí
- Castellnou de Bages
- Fonollosa
- Gaià
- Manresa
- Marganell
- Monistrol de Montserrat
- Mura
- Navarcles
- Navàs
- El Pont de Vilomara i Rocafort
- Rajadell
- Sallent
- Sant Feliu Sasserra
- Sant Fruitós de Bages
- Sant Joan de Vilatorrada
- Sant Mateu de Bages
- Sant Salvador de Guardiola
- Sant Vicenç de Castellet
- Santpedor
- Súria
- Talamanca